# はての浜

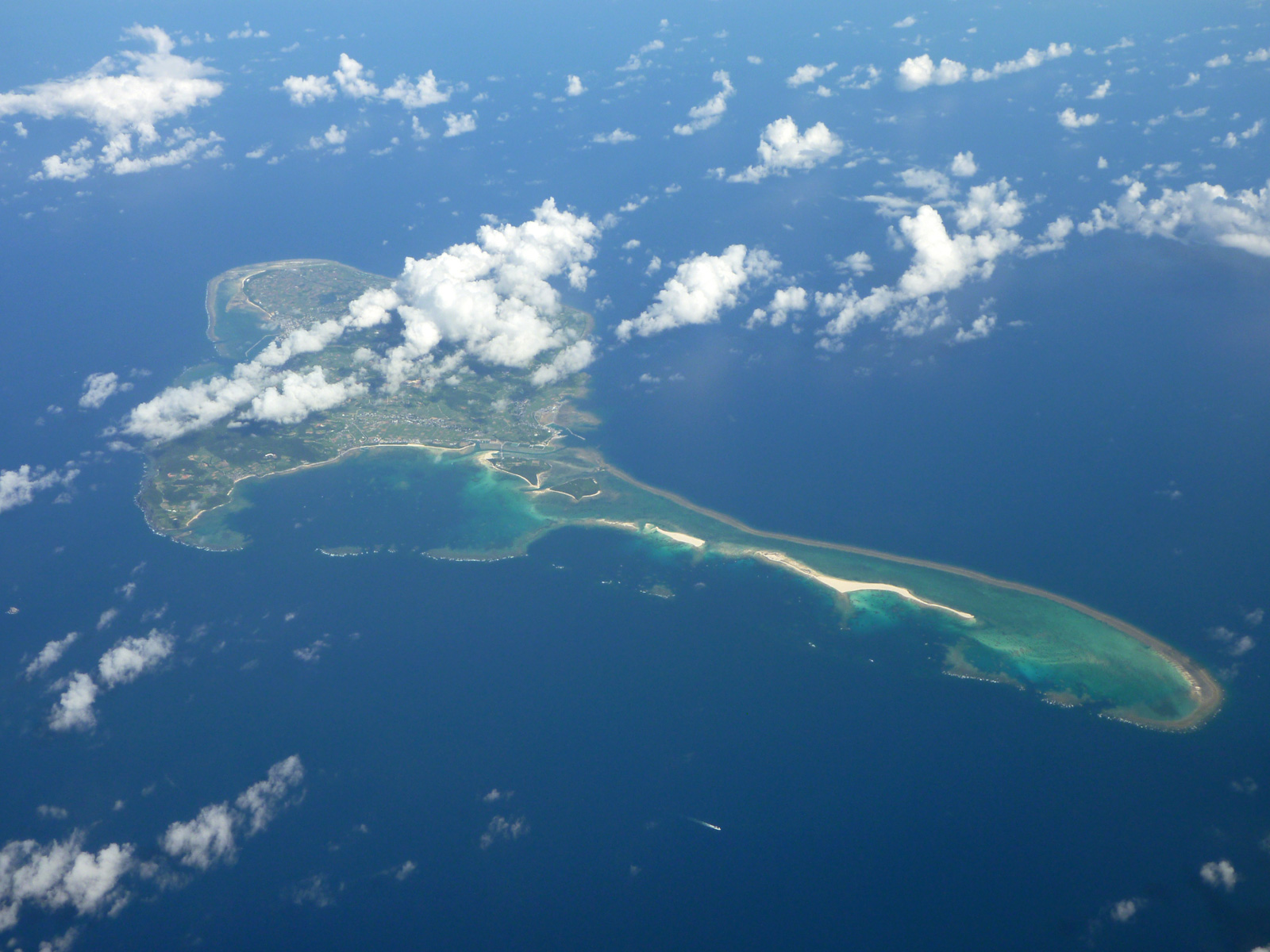
画面中央右側に見える3つの白い砂丘状のものがはての浜

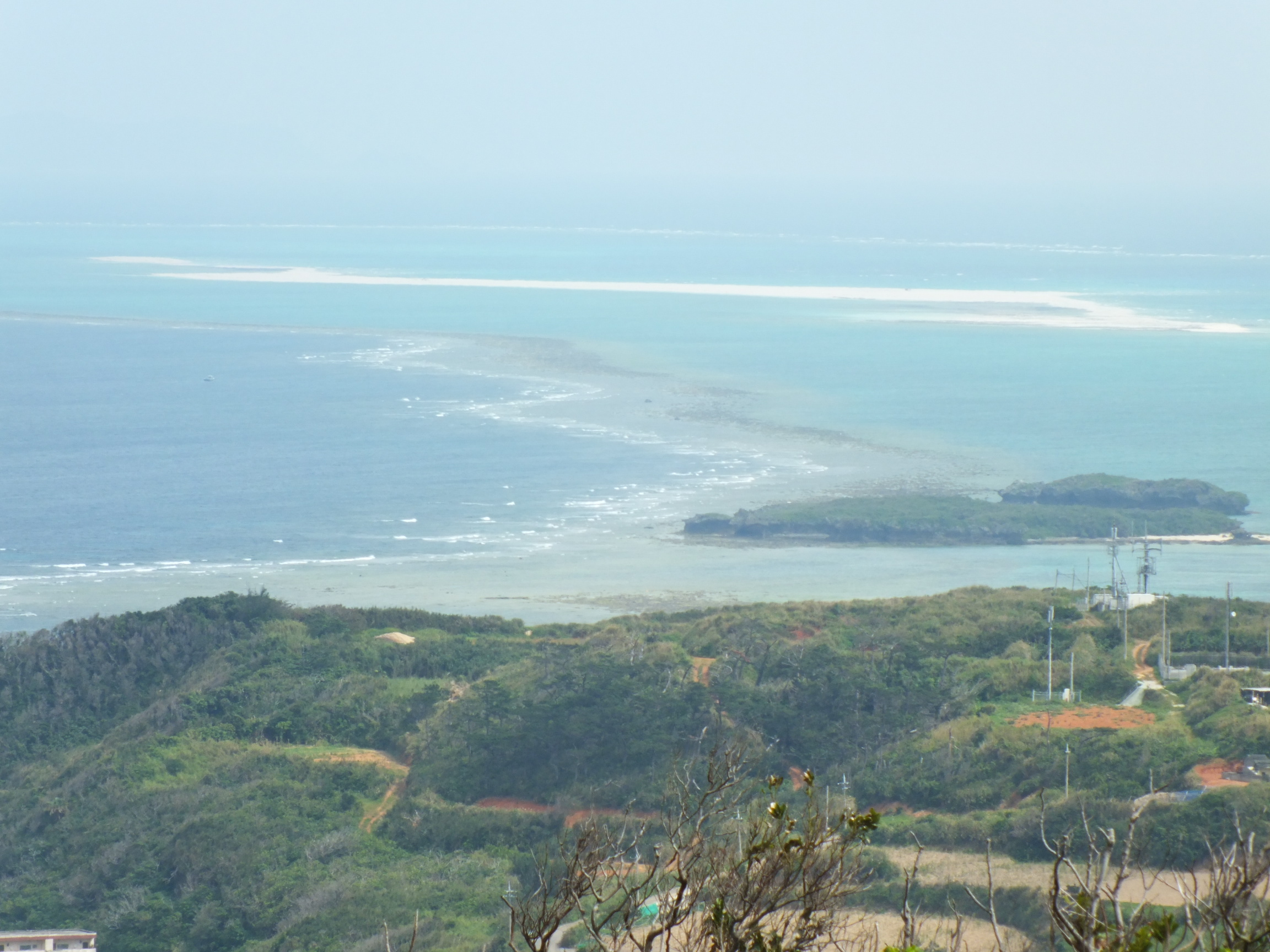
登武那覇城からみる奥武島とはての浜

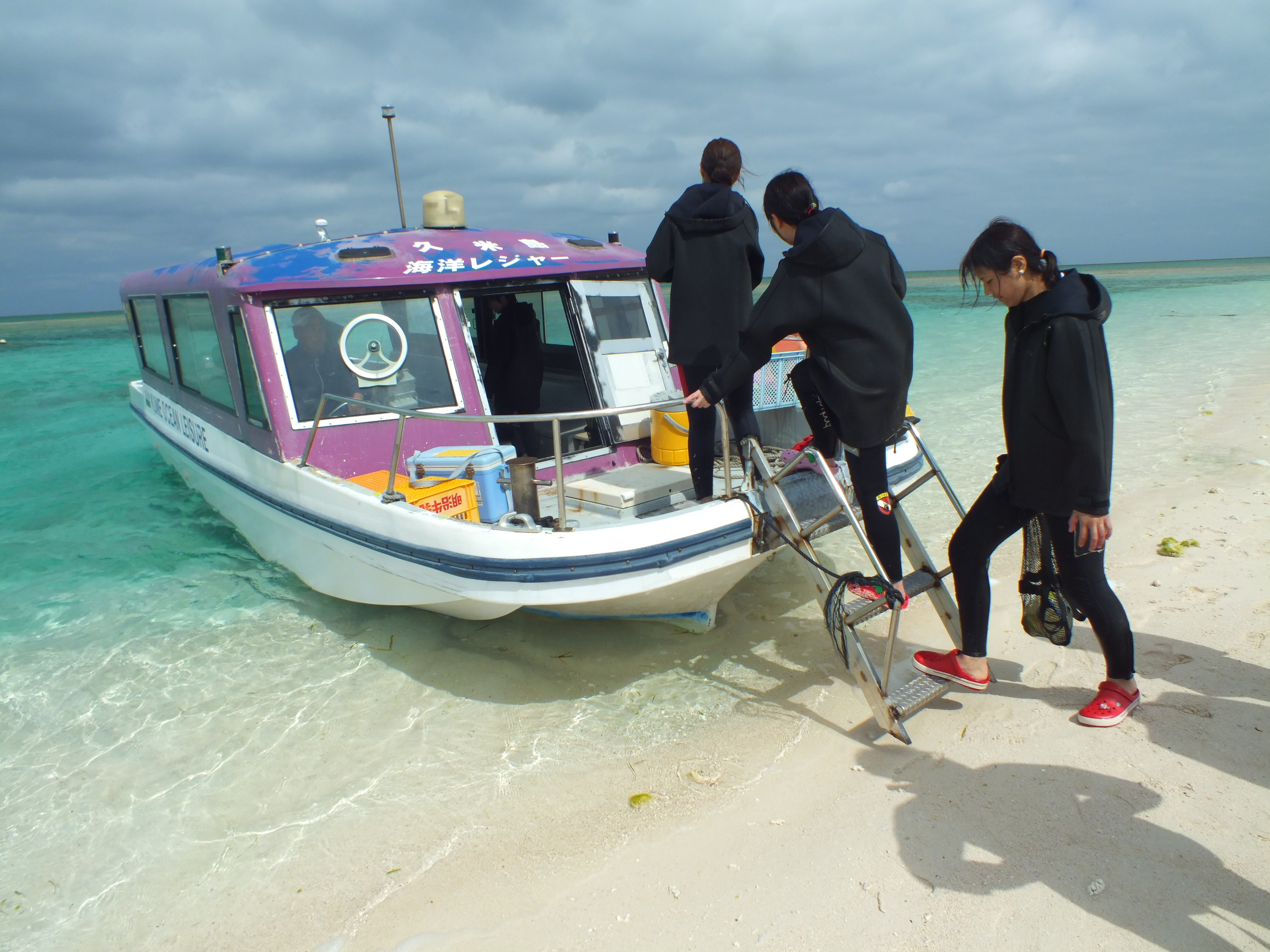
多くの観光船がツアーを企画している。

はての浜（はてのはま）は、沖縄本島から西に約100キロメートル（km）、久米島沖東5kmに浮かぶ砂だけからなる3つの無人島の総称である。
久米島に近い方から「メーヌ浜」、「ナカノ浜」、「ハティヌ浜」の3つの無人島からなり、3つを合わせて「はての浜」という。360度エメラルドグリーンの海と真っ白な砂浜が美しく、沖縄の風景を代表するものとして観光名所になっており、松竹映画「釣りバカ日誌11」をはじめテレビ番組の撮影や音楽のPV、CMなどにもしばしば使われる。

## 観光
はての浜は、2016年にトリップアドバイザーが発表した「トラベラーズチョイス世界のベストビーチ2016」の日本国内のランキングで7位となった。
多くの観光会社や渡船業者が、グラスボートなどサンゴ礁鑑賞を兼ねたツアーを企画しており、ホテルなどにも窓口がある。多くのツアーでは真ん中の「ナカノ浜」に上陸する場合が多い。「ナカノ浜」のみに簡易トイレや日除けがあり、シーズンでは売店がある。通常、業者が木材やビニールシートで簡単な日除けを用意しているが、台風直後などは用意していない場合もある。強風でなければビーチパラソルもレンタルできる。
シュノーケリングができるが、安全のため業者指定の遊泳区域となる。シュノーケルツアーの場合は別である。また、潮の状態によっては徒歩で別の砂丘へ渡れることもある。

## 交通アクセス
観光会社が運営する観光船で約20分かかり、潮流次第で運行ルートが異なる。

## 周辺情報
- イーフビーチ
- アーラ浜
- 奥武島
- 久米島ウミガメ館
- 畳石
- バーデハウス久米島
- 鳥の口